# Avenue Bernard-Maris
L'avenue Bernard-Maris est une voie de Toulouse, chef-lieu de la région Occitanie, dans le Midi de la France.

## Situation et accès

### Description
L'avenue Bernard-Maris est une voie publique de Toulouse. Elle traverse le quartier de Montaudran, dans le secteur 5 - Sud-Est.
La chaussée compte deux voies de circulation automobile dans chaque sens. Elle est longée du côté des numéros pairs par une piste cyclable.

### Voies rencontrées
L'avenue Bernard-Maris rencontre les voies suivantes, dans l'ordre des numéros croissants (« g » indique que la rue se situe à gauche, « d » à droite) :
1. Avenue Didier-Daurat prolongée
2. Rue de Tarfaya - accès piéton (d)
3. Rue Julien-Pranville-et-Elisée-Negrin (d)
4. Rond-point Henri-Rozès
5. Avenue de l'Aérodrome-de-Montaudran (d)
6. Rond-point des Entoileuses-de-Montaudran
7. Avenue de l'Aérodrome-de-Montaudran

### Transports
L'avenue Bernard-Maris est parcourue et desservie, entre le rond-point des Entoileuses-de-Montaudran et la rue Julien-Pranville-et-Elisée-Negrin, par la ligne de bus 23. Elle se trouve également à proximité de la gare de Montaudran et, par la trémie sous les voies de la ligne de chemin de fer, des arrêts de la ligne du Linéo L8, le long du chemin Carrosse. Enfin, en 2028, l'offre de transport sera complétée par l'ouverture de la station Montaudran Gare, sur la ligne de métro . Enfin, au sud, l'avenue Bernard-Maris croise la rue de Tarfaya, desservie par les lignes de bus 3780.
Les stations de vélos en libre-service VélôToulouse les plus proches sont les stations no 225 (4 avenue Édouard-Belin), no 351 (7 rue Jacqueline Auriol) et no 357 (7 avenue Édouard-Belin).

## Odonymie
L'avenue est nommée sur décision du conseil municipal du 16 octobre 2015, en hommage à Bernard Maris (1946-2015). Né à Toulouse, élève, puis professeur d'économie à Sciences Po Toulouse et à l'université Toulouse-I, il suit également une carrière de journaliste. Il est particulièrement connu pour le rôle actif qu'il joue au sein de Charlie Hebdo. Le 7 janvier 2015, il est assassiné avec plusieurs collègues et amis de la rédaction de ce journal,.

## Patrimoine et lieux d'intérêt

### Immeubles
- no  6-8 : B612 - Centre d'innovation de Toulouse Aerospace. 
L'immeuble B612 est construit entre 2015 et 2017, sur les plans de l'agence Kardham Cardete Huet Architecture. Il est nommé d'après l'astéroïde où vit le Petit Prince, dans le conte de l'écrivain et aviateur Antoine de Saint-Exupéry. Le bâtiment, particulièrement imposant, domine le paysage. Il s'élève entre l'avenue Bernard-Maris et la rue de Tarfaya (actuel no 3), à l'extrémité sud de la piste de l'ancien aérodrome de Montaudran. Il offre une superficie de 25 000 m², dévolus à des espaces de recherche et de bureaux, partagés par des entreprises des secteurs aéronautique et spatial – Airbus et OneWeb Satellites, Alcen, European Satellite Services Provider –, de l'informatique – Aniti, Great-X – et du conseil – Capgemini. C'est également le siège d'Aerospace Valley, pôle de compétitivité d'envergure mondiale, associant collectivités territoriales, entreprises, universités et instituts de formation et de recherche. Enfin, l'Institut de recherche technologique Saint-Exupéry occupe près de la moitié du bâtiment.

- no  32-40 : UGC Montaudran. 
L'UGC Montaudran est construit entre 2020 et 2021 pour le compte d'UGC Ciné Cité sur les plans de l'architecte Pierre Chican, spécialisé dans la conception de salles de spectacle. Le bâtiment regroupe un cinéma de 7 salles, pour un total de 1 330 places, mais aussi des boutiques, des restaurants, des bureaux et un parking. L'édifice s'élève sur une vaste parcelle entre l'avenue de l'Aérodrome-de-Montaudran, l'avenue Bernard-Maris (actuel no 38) et la place Marcel-Bouilloux-Lafont.